# Брейфне
Брейфне (ирл. Bréifne, англ. Breffny, Brefnie) — королевство на северо-западе Ирландии в эпоху Средневековья. Территория ирландской племенной группы (туата) Уи Бруйн Брейфне (ирл. — Uí Briúin Bréifne). Располагалось на территории современных графств Каван, Литрим и Слайго— территория католической епархии Килмор.

## Название
Считается, что название «Брейфне» происходит от древнего ирландского слова, означавшего «холмистый». С другой стороны, древние ирландские легенды утверждают, что название происходит от легендарной Брефне (ирл. — Brefne) — дочери Беоана мак Бехайга (ирл. — Beoan mac Bethaig), которая была храброй женщиной-воином в древние времена.

## Исторические источники
О королевстве Брейфне неоднократно упоминают ирландские анналы, в частности, «Анналы четырёх мастеров», «Анналы Ульстера», «Анналы Коннахта», «Хроника скоттов», «Анналы Инишфаллена» и «Анналы Тигернаха».
Королевство долгое время имело своих духовных лидеров: «Анналы четырёх мастеров» сообщают, что в 1296 году умер Маэлпетер О’Дуйгеннан (ирл. — Maelpeter O’Duigennan) — архидиакон Брейфне.

## История королевства Брейфне
В древности территорию будущего королевства Брейфне населяло племя (туат) Эрдин (Erdini), которое в Ирландии называлось Эрна (ирл. — Ernaigh). Это было ирландское племя, обладавшее землями вокруг озера Лох-Эрне (ирл. — Lough Erne).
В начале нашей эры в Ирландии в V—VI веках на территории Брейфне, а также в близлежащих землях проживали следующие туаты: Гласрайге, Масрайге, Дартрайге, Арвайге, Галрайге, Фир Манах, Гайленга (ирл. — Glasraighe, Masraige, Dartraige, Armhaighe, Gallraighe, Fir Manach, Gailenga). В VI веке люди известны как Конмайкне Рейн (ирл. — Conmaicne Rein) отправились на север из Данмора, что в графстве Голуэй на землю Маг Рейн (ирл. — Magh Rein), которая находилась вокруг Фенай. Нынешняя территория на юге графства Литрим была известна как Маг Рейн, а жители этой земли как Конмайкне Маг Рейн (ирл. — Conmaicne Magh Rein). Это были люди из кланов Муйнтир Эолайс, Муйнтир Кеарваллайн (О’Мулви), Кинель Луахайн (ирл. — Muintir Eolais, Muintir Cearbhallain (O Mulvey), Cinel Luachain).
В VIII веке территория Брейфне была завоевана кланом Уи Брюйн (ирл. — Uí Briúin), которые были ветвью королевских династий Коннахта. Уи Брюйн утвердились сначала на землях нынешнего графства Литрим, а затем и на территории графства Каван.
В IX веке клан О’Руайрк (ирл. — O’Ruairc) утвердился в качестве королевской династии Брейфне.
В Х — XI веках короли Брейфне вели бесконечные войны с соседями — преимущественно с королевством Коннахт за территории и за власть на территории королевства.

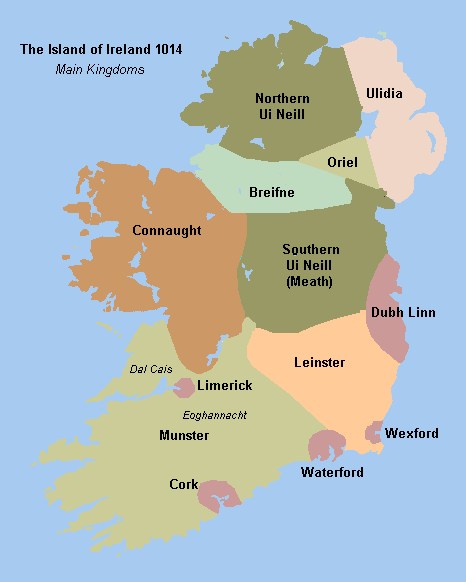
Ирландия в 1014 году

На вершине своего расцвета королевство Брейфне в XII веке во время правления короля Тигернана Уа Руайрка (ирл. — Tigernán Ua Ruairc) королевство простиралось от Келлса (графство Мит) до Драмклиффа (графство Слайго). Граничило с королевствами Коннахт, Миде, Айргиалла, Тир Эогайн, Айлех и Тир Конайлл.

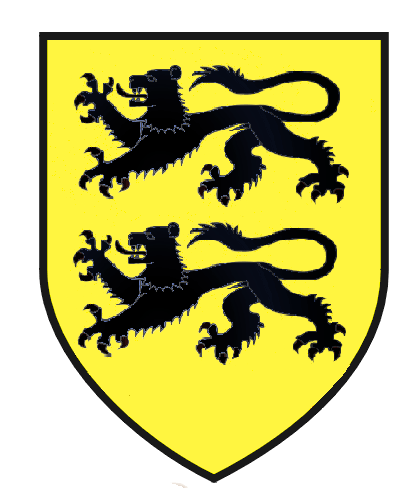
Герб клана О’Руайрк и королевства Западное Брейфне

В 1256 году на территории королевства шла война между кланами О’Руайрк (ирл. — O’Rourkes) и О’Рейллис (ирл. — O’Reillys). Это привело к разделению королевства на две части — Западное Брейфне и Восточное Брейфне. Короли из династии О’Руайрк (ирл. — Ó Ruairc) имели власть над Западным Брейфне — территория современного графства Литрим.
В XVI веке Брейфне ещё сохраняло независимость от английских захватчиков и состояло из двух королевств Западное Брейфне (которым владели О’Руайрк) и Восточное Брейфне (где правили О’Рейли). Позднее территория королевства Брейфне была частью королевства Коннахт до времен английской королевы Елизаветы I Тюдор. О’Руайрк были лордами Брейфне течение всего беспокойного XVI века. В конце концов, они стали уже не королями, а лордами, а затем и окончательно потеряли свою власть.

## Кланы королевства Брейфне

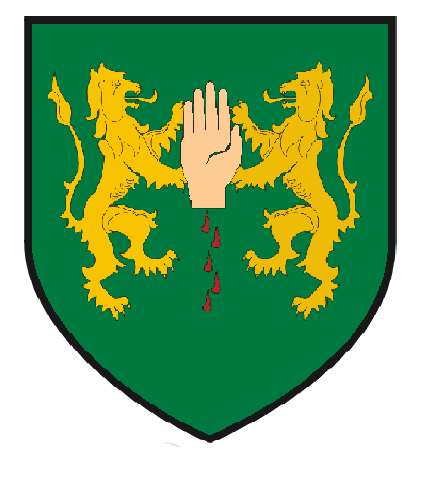
Герб клана О’Рейлли и королевства Восточное Брейфне

- Кенел Кайрпре (Кайрбре) (ирл. — Cenél Cairpre (Cairbre) — обладали землями в нынешних графствах Слайго и Литрим. Происходят от Койпре — сын верховного короля Ирландии Нила (Ниалла) Девяти Заложников. От Кенел Кайрпре происходят О’Мулклохи (ирл . — O’Mulclohy (Ó Maolchloiche).
- Дункарби (Дун Хайрбре) (ирл. — Duncarbry (Dun Chairbre) — обладали землями Дровес, бароны северного Слайго.
- Кайрпре Габра (ирл. — Cairpre Gabra) — обладали землями в северном Лонгфорд, баронство Гранард.
- О’Ронан (ирл. — O’Ronan (Ó Ronáin) — были вождями мелких кланов в баронстве Гранард.
- О’Фаррел (ирл. — O’Farrell) — были сильными и влиятельными в XIII веке.

## Список королей королевства Брейфне
(Указаны годы правления, дополнительные титулы, которыми обладали эти короли и их родство)

### Ранние короли
- Эохайд Мугмедон или Эоху Мугмедон (ирл. — Eochu Mugmedón) — отец Брион, Фиахра, Ниалла Девяти заложников.
- Брион (ирл. — Brión) — основатель королевских династий Коннахта.
- Аэд Фионна мак Фергна (ирл. — Aodh Fionn mac Fergna) — король Брейфне.
- Маэнах мак Байхин (ирл. — Maenach mac Báithin) — король О’Бруйн Брейфне (653 -?).
- Дуб Дохра (ирл. — Dub Dothra) — король О’Бруйн, Конмайкне, Брейфне (743 -?).
- Кормак мак Дуйв Да Криох (ирл. — Cormacc mac Duibh Dá Críoch) — король Брейфни (? — 790).
- Муйрхертах мак Доннгал (ирл. — Muircheartach mac Donnghal) (800—806).
- Маэл Дуйно мак Эхтгал (ирл. — Mael Dúin mac Échtgal) (? — 822).
- Келлах мак керна мак Дул Дохра (ирл. — Ceallach mac Cearnach mac Dubh Dothra) (-?).
- Тигернан мак Селлахан (ирл. — Tighearnán mac Seallachan) (888 -?).
- Руарк мак Тигернайн (ирл. — Ruarc mac Tighearnáin) — лорд О’Бруин Брейфне (893 -?), дед Шона Фергалом
- Фланн мак Тигернайн (ирл. — Flann mac Tighearnáin) (910—931)
- Кернахан мак Тигернайн (ирл. — Cernachan mac Tighearnáin) (931—935)
- Конгалах мак Кахалайн (ирл. — Conghalach mac Cathaláin) (935—937)
- Клейркен мак Тигернан (ирл — Cléircén mac Tigernán) (937 -?)
- Фергал мак Руайрк (ирл. — Fergal ua Ruairc) (-?)

### Династия клана О’Руайрк — королей Брейфне
- Шон Фергал О’Руайрк (ирл. — Sean Fergal Ó Ruairc) — король Коннахта и Брейфне (964 — 67)
- Ниалл О’Руайрк (ирл. — Niall Ó Ruairc) — наследник Брейфне (1000—1001)
- Аэд О’Руайрк (ирл. — Aedh Ó Ruairc) (1001—1015) — сын Шона Фергала
- Арт ан Кайлех О’Руайрк (ирл. — Art an Caileach Ó Ruairc) (1020—1030?) — Сын Шона Фергалом
- Аэд О’Руайрк (ирл. — Aedh Ó Ruairc) — лорд Дартрайге в 1029
- Арт Валлах Ойрдниде О’Руайрк (ирл. — Art Uallach Oirdnidhe Ó Ruairc) — король Коннахта и Брейфне (1030—1046) — сын Аэда мак Фергалом
- Ниалл О’Руайрк (ирл. — Niall Ó Ruairc) — король Брейфне и Коннахта (1047—1057?) — Сын Арта Валлаха.
- Домалл О’Руайрк (ирл. — Domnall Ó Ruairc) — лорд Брейфне 1057 (?) — сын Ниалла
- Кахал О’Руайрк (ирл. — Cathal Ó Ruairc) — лорд Брейфне (1051—1059) — сын Тигернана
- Аэд ин Гилла Брайте О’Руайрк (ирл. — Aedh in Gilla Braite Ó Ruairc) (1066—1067) — сын Ниалла мак Арта Валлаха
- Аэд О’Руайрк (ирл. — Aed Ó Ruairc) — король Коннахта и Брейфне (1067—1087) — сын Арта Валлаха
- Доннхад Каэл О’Руайрк (ирл. — Donnchadh Cael Ó Ruairc) (1084—1085) — сын Арта ан Кайлеха
- Валгарг О’Руайрк (ирл. — Ualgharg Ó Ruairc) — наследник королевства Коннахт (1085 -?), сын Ниалла мак Арта Валлаха
- Доннхад О’Руайрк (ирл. — Donnchadh Ó Ruairc) — лорд О’Брюин и Конмайкне (1101 -?), сын Арта О’Руайрк
- Домналл О’Руайрк (ирл. — Domnall Ó Ruairc) — король Коннахта и Брейфне (1095—1102) — сын Тигернана Валгарга
- Кахал О’Руайрк (ирл. — Cathal Ó Ruairc) — лорд О’Брюин Брейфне и Гайленга (1105 -?) — Сын Гилла Брайте мак Тигернана
- Домналл О’Руайрк (ирл. — Domnall Ó Ruairc) — лорд О’Брюин (1108—1117) — сын Доннхада
- Аэд ан Гилла Шронмаол О’Руайрк (ирл. — Aedh an Gilla Sronmaol Ó Ruairc) — король Конмайкне (1117—1122) — сын Домналл или Доннхада
- Тигернан Мор О’Руайрк (ирл. — Tigernán mór Ó Ruairc) (1124—1152 и 1152—1172) — сын Доннхада мак Домнайла
- Аэд О’Руайрк (ирл. — Aedh Ó Ruairc) (1152 и 1172—1176) — сын Гилла Бруидне мак Домналл
- Амлайб О’Руайрк (ирл. — Amlaíb Ó Ruairc) (1176—1184) — сын Фергалом мак Домналл мак Тигернана
- Аэд О’Руайрк (ирл. — Aedh Ó Ruairc) (1184—1187) — сын Маелсехланна мак Тигернана Мора
- Домналл О’Руайрк (ирл. — Domnall Ó Ruairc) — лорд большей части Брейфне (1207) — сын Фергалом мак Домналл мак Фергалом
- Валгард О’Руайрк (ирл. — Ualgarg Ó Ruairc) (1196—1209) — сын Кахала мак аэда мак Доннхада
- Арт О’Руайрк (ирл. — Art Ó Ruairc) (1209—1210) — сын Домналл мак Фергалом мак Домналл
- Ниалл О’Руайрк (ирл. — Niall O’Ruairc) — король Дарти и клана Фермайге (1228) — сын Конгалаха мак Фергалом мак Домналл
- Валгард О’Руайрк (ирл. — Ualgarg Ó Ruairc) (1210—1231) — сын Кахала мак аэда мак Доннхада
- Кахал Риабах О’Руайрк (ирл. — Cathal Riabach O’Ruairc) (1231—1236) — сын Доннхада мак аэда мак Гилла Брайте
- Конхобар О’Руайрк (ирл. — Conchobar O’Ruairc) (1250—1257) — сын Тигернана мак Домналл мак Кахала

### ЛордыБрейфне из клана О’Руайрк
- Ситрик О’Руайрк (ум. 1257), претендент на королевский трон в 1256—1257), сын Валгарда О’Руайрка
- Амлайб О’Руайрк (1257—1258), сын Арта мак Домнайлла
- Домналл О’Руайрк (1258, 1259—1260), сын Конхобара мак Тигернана
- Арт О’Руайрк (1258—1259, 1261—1266, 1273—1275), сын Кахала мак Домнайлла
- Конхобар Буиде О’Руайрк (1266—1273), сын Амлайба мак Арта
- Тигернан О’Руайрк (1273—1274), сын Аэда мак Валгарда
- Амлайб О’Руайрк (1275? — 1307), сын Ара мак Кахала
- Домналл Каррах О’Руайрк (1307—1311), сын Амлайба мак Арта
- Валгард О’Руайрк (1316—1346), сын Домналла Карраха мака Амлайба
- Флайтбертах О’Руайрк (1346—1349, 1352—1352), сын Домналла Карраха
- Аод Бан (Белый) О’Руайрк (1349—1352), сын Валгарда мак Домнайлла
- Тадг На гКаор О’Руайрк (1352—1376), сын Валгарда мак Домнайлла
- Гилла Крист О’Руайрк (ум. 1378), сын Валгарда мак Домнайлла
- Тигернан Мор О’Руайрк (1376—1418), сын Валгарда мак Домналла
- Аод Буиде О’Руайрк (1418—1419), сын Тигернана Мора
- Тадг О’Руайрк (1419—1424), сын Тигернана Мораr
- Арт О’Руайрк (1419—1424), сын Тадга на гКаора
- Тадг О’Руайрк (1424—1435), сын Тигернана Мора
- Лохлайнн О’Руайрк (1435—1458), сын Тадга на гКаора
- Доннхад Баках О’Руайрк (1435—1445), сын Тигернана Мора
- Доннхад О’Руайрк (1445—1449), сын Тигернана Ога и внук Тигернана Мора
- Тигернан Ог О’Руайрк (1449—1468), сын Тадга и внук Тигернан Мора
- Доннхад Лоск О’Руайрк (1468—1476), сын Тигернана Мора и внук Валгарда Мора
- Домналл О’Руайрк (1468—1476?), сын Тадга и внук Тигернана Мора
- Фейдлимид О’Руайрк (1476—1500), сын Доннхада и внук Тигернана Ога
- Эоган О’Руайрк (1500—1528), сын Тигернана Ога и внук Тадга
- Фейдлимид О’Руайрк (1528—1536), сын Фейдлимида мак Доннхада
- Бриан Баллах О’Руайрк (1528—1559, 1560—1562), сын Эогана мак Тигернана Ога
- Тадг О’Руайрк (1559—1560), сын Бриана Баллаха
- Аод Галлда О’Руайрк (1562—1564), сын Бриана Баллаха
- Аод Буиде О’Руайрк (1564—1566), сын Бриана Баллаха
- Бриан на Мурха О’Руайрк (1566—1591), сын Бриана Баллаха
- Бриан Ог на Самах О’Руайрк (1591—1600), сын Бриана на Мурха
- Тадг О’Руайрк (1600—1605), сын Бриана Ог на Самаха

### Лорды Брейфне из клана О’Рейли (Уа Рагаллайг, лорды Муинтир Мол Морда)
- Годфри Уа Рагаллайг (ок. 1140—1161)
- Катал Уа Рагаллайг (1161—1162), сын Годфри
- Фергал Уа Рагаллайг (1239), сын Ку Коннахта Уа Рагаллайга
- Аннад Уа Рагаллайг (ок. 1190—1220)
- Катал Уа Рагаллайг (ок. 1220—1256), сын Аннада
- Конхобар Уа Рагаллайг (1256—1257), сын Катала
- Домналл Уа Рагаллайг (1257 — 83), сын Аннада
- Мата Уа Рагаллайг (1283—1285), сын Домналла
- Фергал Уа Рагаллайг (1282—1293), брат Маты
- Гилла-Ису Руад Уа Рагаллайг (1293—1327/1330), сын Маты и Фергала
- Мата Уа Рагаллайг (1304), сын Гиллы-Ису Руада
- Маэл Сехнайлл Уа Рагаллайг (1328)
- Ричард Уа Рагаллайг (1330—1349), сын Гиллы-Ису Руада
- Ку Коннахт Уа Рагаллайг (1362—1365), сын Гиллы-Ису Руада
- Филипп О’Рейли (1365—1366/1369, 1366/1369-1384), сын Гиллы-Ису Руада
- Магнус О’Рейли (1366/1369-1366/1369), сын Ку Коннахта
- Томас О’Рейли (1384—1390), сын Матгамайна Уа Рагаллайга
- Шон О’Рейли (1390—1400), сын Филиппа О’Рейли и внук Гиллы-Ису Руада
- Гилла-Ису О’Рейли (1400—1403), сын Эйринга Уа Рагаллайга
- Маэл Морда О’Рейли (1403—1411), сын Ку Коннахта О’Рейли
- Ричард О’Рейли (1411—1418), сын Томаса О’Рейли
- Оуэн О’Рейли (1418—1449), сын Шона О’Рейли
- Фаррел О’Рейли (ум. 1459), 1449—1450), сын Томаса О’Рейли
- Шон О’Рейли (1450—1460), сын Оуэна О’Рейли
- Катал О’Рейли (1460—1467), сын Оуэна О’Рейли
- Тойдельбах О’Рейли (1468—1487), сын Шона О’Рейли и внук Оуэна О’Рейли
- Шон О’Рейли (1487—1491), сын Тойдельбаха О’Рейли
- Шон О’Рейли (1491—1510), сын Катала О’Рейли
- Хью О’Рейли (1514), сын Катала О’Рейли
- Оуэн О’Рейли (1526), сын Катала О’Рейли
- Фаррелл О’Рейли (1526—1536), сын Шона О’Рейли
- Маэл Морда О’Рейли (1537—1565), сын Шона О’Рейли
- Хью Коналлах О’Рейли (1583), сын Маэл Морды О’Рейли
- Шон Роэ О’Рейли (1583—1596), сын Хью Коналлаха О’Рейли
- Филипп О’Рейли (1596—1596), сын Хью О’Рейли
- Эдмонд О’Рейли (1596—1601), сын Маэла Морды О’Рейли
- Оуэн О’Рейли (1601 — ?), сын Хью Коналлаха О’Рейли

### Короли Брейфне из клана О’Руайрк в 1128—1605 годах
- Тигернан Мор мак Аэда (после 1128—1172)
- Аэд мак Гилла Брайт (1172—1176)
- Амлайб мак Фергайле (1176—1184)
- Аэд Мак Маэл Сехлайнн (1184—1187)
- Валагард мак Катал Лейт (после 1196—1209)
- Арт мак Домнайлл (1209—1210)
- Валагдар мак Катал Лей (после 1214—1231)
- Катал Риабах мак Доннхада (1321—1326)
- Конхобар мак Тигернайн (после 1250—1257)
- Ситрик мак Валагдар (1256—1257)
- Амлайб мак Арт (1257—1258)
- Домналл мак Конхобайр (1258—1260)
- Арт мак Катайл Риабайг (1261—1266)
- Конхобар Буиде мак Амлайб (1266—1273)
- Арт мак Каталл Риабайг (1273—1275)
- Тигернан мак Аэдо (1273—1274)
- Амлайб мак Айрт (1275—1307)
- Домналл Каррах мак Амлайб (1307—1311)
- Валгард мак Домнайлл Каррайг (1316—1346)
- Флайтбертах мак Домнайлл Каррайг (1346—1349)
- Аод Бан мак Валагайг (1349—1352)
- Тадг на гКаор мак Валгайрг (1352—1376)
- Тигернан Мор мак Валгайрг (1376—1418)
- Аод Буиде мак Тигернайн Мор (1418—1419)
- Тадг мак Тигернайн Мор (1419—1435)
- Арт мак Тайдг на гКаор (1419—1424)
- Лохлайнн мак Тайдг на гКаор (1435—1440)
- Доннхад Лоск мак Тигернайн Мор (1440—1445)
- Доннхад мак Тигернайн Ог (1445—1449)
- Лохлайнн мак Тайдг на гКаор (1449—1458)
- Тигернан Ог мак Тайдг (1449—1468)
- Домналл мак Тайдг (1468—1468)
- Доннхад Лоск мак Тигернайн Мор (1468—1476)
- Фейдлимид ма Доннхада (1476—1500)
- Эоган мак Тигернайон Ог (1500—1528)
- Фейдлимид мак Фейдлимид (1528—1536)
- Бриан Баллах мак Эогайн (1536 — ок. 1559)
- Тадг мак Бриайн Баллайх (ок. 1559—1560)
- Бриан Баллах мак Эогайн (1560—1562)
- Аод Галлда мак Бриайн Баллайх (1562—1564)
- Аод Буиде мак Бриайн Баллайх (1564—1566)
- Бриан на Мурха мак Бриайн Баллайх (1566—1591)
- Бриан Ог Самах мак Бриан на Мурха (1591—1600)
- Тадг мак Бриайн на Мурха (1600—1605)

### Короли Восточной Брейфне из клана О’Рейлли и короли Муйнтир Маэл Морда из клана О’Рагаллаг 1161—1607
- Гофрайд (ирл. — Gofraid) (? — 1161)
- Кахал мак Гофрайд (ирл. — Cathal mac Gofraid) (1161—1162)
- Кахал мак Аннайд (ирл. — Cathal mac Annaid) (1220—1256)
- Конхобар мак Кахайл (ирл. — Conchobar mac Cathail) (1256—1257)
- Домналл мак Аннайд (ирл. — Domnall mac Annaid) (1257—1283)
- Маха мак Домнайлл (ирл. — Matha mac Domnaill) (1285—1285)
- Фергал мак Домнайлл (ирл. — Fergal mac Domnaill) (1285—1293)
- Гилла Ису Руад мак Домнайлл (ирл. — Gilla Isu Ruad mac Domnaill) 1293—1330
- Рисдерд мак Гиолла Ису Руад (ирл. — Risdeard mac Giolla Iosa Ruaidh) (1330—1349)
- Ку Коннахт мак Гиолла Йоса Руайда (ирл. — Cu Chonnacht mac Giolla Iosa Ruaidh) (1349—1365)
- Пилиб мак Гьолла Йоса Руайда (ирл. — Pilib mac Giolla Iosa Ruaidh) (1365—1384)
- Магнус мак Кон Коннахт (ирл. — Maghnus mac Con Connacht) (1369—1369)
- Томас Мор мак Матамна (ирл. — Tomas mor mac Mathghamhna) (1384—1392)
- Шон мак Пилиб (ирл. — Seoan mac Pilib) (1392—1400)
- Гиолла Йоса мак Пилиб (ирл. — Giolla Iosa mac Pilib) (1400—1403)
- Маолворда мак Кон Коннахат (ирл. — Maolmhordha mac Con Connacht) (1403—1411)
- Рисдерд мак Томас Мойр (ирл. — Risdeard mac Tomais Mhoir) (1411—1418)
- Эоган мак Шоайн (ирл. — Eoghan mac Seoain) (1418—1449)
- Шон ан Эйниг мак Эогайн (ирл. — Sean an Einigh mac Eoghain) (1449—1460)
- Фергал мак Томаш Мойр (ирл. — Fearghal mac Tomais Mhoir) (1449—1450)
- Кахал мак Эогайн (ирл. — Cathal mac Eoghain) (1460—1467)
- Тойрлделбах мак Шон ан Эйниг (ирл. — Toirdhealbhach mac Seain an Einigh) (1467—1487)
- Шон мак Тойрделбайг (ирл. — Sean mac Toirdhealbhaigh)) 1487—1491)
- Шон мак Кахайл (ирл. — Sean mac Cathail) (1491—1510)
- Аод мак Кахайл (ирл. — Aodh mac Cathail) (1510—1514)
- Эоган Руад мак Кахайл (ирл. — Eoghan Ruadh mac Cathail) (1514—1526)
- Фергал мак Шон (ирл. — Fearghal mac Seain) (1526—1534)
- Маолморда мак Шон (ирл. — Maolmhordha mac Seain) (1534—1565)
- Аод Конналлах мак Маолморда (ирл. — Aodh Connallach mac Maolmhordha) (1565—1583)
- Сир Шон Руад мак Аода Конналайг (ирл. — Sir Sean Ruadh mac Aodha Connallaigh) (1583—1596)
- Пилиб Дул мак Аода Конналлайг (ирл. — Pilib Dubh mac Aodha Connallaigh) (1596—1596)
- Еамонн мак Маолморда (ирл. — Eamonn mac Maolmhordha) (1596—1601)
- Эоган мак Аода Конналайг (ирл. — Eoghan mac Aodha Connalaigh) (1601—1603)
- Маолморда мак Аода Конналлайг (ирл. — Maolmhordha mac Aodha Connallaigh) (1603—1607)